# Sudince
Sudince (em húngaro: Ösöd) é um município da Eslováquia, situado no distrito de Krupina, na região de Banská Bystrica. Tem 4,09 km² de área e sua população em 2018 foi estimada em 83 habitantes.

## Demografia
| Ano:        | 1994 | 2004    | 2014    | 2024 |
| ----------- | ---- | ------- | ------- | ---- |
| Broj ljudi: | 68   | 59      | 80      | 92   |
| Razlika:    |      | -13,23% | +35,59% | +15% |

| Ano:               | 2023 | 2024   |
| ------------------ | ---- | ------ |
| Número de pessoas: | 91   | 92     |
| Diferença:         |      | +1,09% |